# Gordon Herbert
Gordon Herbert, né le 16 février 1959 à Penticton (Canada), est un joueur et entraîneur canadien de basket-ball. 
International canadien, il participe aux Jeux olympiques de Los Angeles en 1984, avant d'évoluer pendant onze saisons dans le championnat finlandais.
Il entraîne l'équipe du Paris Basket Racing de 2004 à 2006, où il obtient de bons résultats malgré de faibles moyens, arrivant même à former une équipe compétitive sans crédit pour la saison 2005-2006.
Pour la saison 2006-2007, il est engagé par l'Élan béarnais Pau-Lacq-Orthez, où il succède à Didier Gadou. Vainqueur de la Coupe de France avec l'Élan béarnais, la non-qualification du club en play-offs lui coute sa place. Il est remercié le 14 juin 2007.
Le 10 septembre 2023, il remporte de la coupe du monde à la tête de la sélection allemande.
En juillet 2024, Herbert rejoint pour deux saisons le Bayern Munich.
En mai 2025, Herbert est nommé sélectionneur de l'équipe nationale du Canada à partir de l'été 2026.

## Carrière

### Joueur
- 1982-1985 :  Hyvinkään Tahko
- 1985-1988 :  Turun NMKY
- 1988-1989 :  Forssan Koripojat
- 1989-1991 :  NMKY Helsinki
- 1991-1994 :  Korihait

### Entraîneur
- 1994-1996 :  Korihait
- 1996-1999 :  Espoon Honka
- 1999-2000 :  Oberwart Gunners
- 2000-2001 :  DJK Würzbourg
- 2001-2004 :  Francfort Skyliners
- 2004-2006 :  Paris Basket Racing
- 2006-2007 :  Élan béarnais Pau-Orthez
- 2007-2008 :  Aris Salonique
- 2008-2009 :  Raptors de Toronto
- 2009-2010 :  Espoon Honka
- 2010 :  Espoon Honka (adjoint)
- 2010-2011 :  Francfort Skyliners
- 2011-2012 :  Alba Berlin
- 2013-2020 :  Francfort Skyliners
- 2020-2021 :  Avtodor Saratov
- depuis 2024 :  Bayern Munich

### Sélectionneur
- 1995-1997 :  Finlande -18 ans
- 2002 :  Canada (adjoint)
- 2005-2007 :  Géorgie
- 2010 :  Finlande -18 ans
- 2018-2021 :  Canada (adjoint)
- 2021-2024 :  Allemagne
- à partir de 2026 :  Canada

## Palmarès

### Entraîneur
- Coupe du monde FIBA :
  - Vainqueur de la coupe du monde masculine de basket-ball 2023 à la tête de la sélection allemande.
- Coupe d'Europe FIBA :
  - Vainqueur : 2016.
- Championnat d'Allemagne :
  - Vainqueur : 2004.
- Coupe de France :
  - Vainqueur : 2007.
- Coupe de Finlande :
  - Vainqueur : 2009.

### Distinctions individuelles
- Entraîneur du Championnat d'Allemagne de l'année : 2016.

## Sources, notes et références
1. ↑   sport24.com présente cette annonce
2. ↑  « Gordon Herbert, sélectionneur de l'Allemagne, nommé coach du Bayern Munich », L'Équipe, 25 juillet 2024.
3. ↑  « Gordon Herbert champion du monde 2023 avec l'Allemagne nommé coach du Canada », L'Équipe, 1er mai 2025.